# Alsou
Alsou, artiestennaam van Alsoe Ralifovna Abramova (Tataars: Алсу Рәлиф кызы Абрамова; Russisch: Алсу Ралифовна Абрамова) (Boegoelma, 27 juni 1983) is een Russische zangeres van Tataarse afkomst.

## Levensloop
Alsou werd geboren in Boegoelma, een stad in de Tataarse Autonome Socialistische Sovjetrepubliek. Haar vader, Ralif Rafilovitsj Safin, is een oligarch van Basjkierse afkomst. Hij werd in 2004 door het tijdschrift Forbes tot de honderd rijkste Russen gerekend. Alsou's moeder, Raziya Iskhakovna, is een architecte van Wolga-Tataarse afkomst. Ze heeft een oudere en een jongere broer, Renard en Marat. 
Ze vertegenwoordigde Rusland op het Eurovisiesongfestival 2000 met het lied Solo en werd tweede. Dat was het beste resultaat voor Rusland tot de overwinning van Dima Bilan in 2008. In 2005 zong Alsou haar lied nog eens op de verjaardagsshow van het songfestival, Congratulations. 
Ze trok de hele wereld rond en is in vele landen bekend.
In 2009 presenteerde Alsou de finale van het Eurovisiesongfestival 2009 in Moskou.
Op het Eurovisiesongfestival 2014 gaf Alsou de punten voor Rusland door. Tijdens het doorgeven werd er boe geroepen door het publiek in verband met de Russische opvattingen over homorechten.

## Privé
Op 18 maart 2006 trouwde ze met Jan Abramov, een Russisch-Joodse miljonair die ook muzikant is. Op 7 september 2006 beviel Alsou in Los Angeles van haar eerste kind, een dochter genaamd Safi'na. Op 29 april 2008 kreeg zij haar tweede dochter Mikella. Op 10 augustus 2016 kreeg het echtpaar een zoon genaamd Rafael in Tel-Aviv. Alsou is een moslima, terwijl haar echtgenoot joods is.

## Discografie

### Singles
- "Solo" (2000)
- "You are my №1" (2000, featuring Enrique Iglesias)
- "Before You Love Me" (2001)
- "He Loves Me" (2001)
- "Always On My Mind" (2005)
- "I Wish I Didn't Know" (2005, featuring Nelly)

### Albums
- Alsou
- Alsou
- Mne prisnilas' osen'
- 19
- Tugan Tel (in het Tataars)

- Bibliothèque nationale de France: cb140546471 (data)
- Gemeinsame Normdatei: 135228921
- International Standard Name Identifier: 0000 0003 7202 483X
- Library of Congress Control Number: no2002047429
- MusicBrainz: 119b77f3-87f4-45e2-a647-5cc21d0d0763
- Virtual International Authority File: 53817587
- WorldCat: E39PBJdRCvK6rcpMmrb3qwxYyd

1994: Joeddiph · 
1995: Filipp Kirkorov · 
1997: Alla Poegatsjova · 
2000: Alsou · 
2001: Moemi Troll · 
2002: Premjer Ministr · 
2003: t.A.T.u. · 
2004: Joelia Savitsjeva · 
2005: Natalja Podolskaja · 
2006: Dima Bilan · 
2007: Serebro · 
2008: Dima Bilan · 
2009: Anastasija Prychodko · 
2010: Pjotr Nalitsj · 
2011: Aleksej Vorobjov · 
2012: Boeranovskije Baboesjki · 
2013: Dina Garipova · 
2014: The Tolmachevy Twins · 
2015: Polina Gagarina · 
2016: Sergej Lazarev · 
2018: Joelia Samojlova · 
2019: Sergej Lazarev · 
2021: Manizja